# George Joachim Kolfschoten
George Joachim Kolfschoten (Gendringen, 18 mei 1823 - Nijmegen, 22 oktober 1895) was een Nederlands burgemeester en notaris.
Kolfschoten werd geboren te Gendringen als zoon van notaris Jacobus Kolfschoten en zijn vrouw Relindis van Kalken. Bij Koninklijk Besluit van 29 september 1851 werd hij benoemd tot burgemeester van Wamel als opvolger van de kort daarvoor overleden Nicolaas de Ridder. In 1854 zou hij tevens plaatsvervangend kantonrechter te Druten worden. Kolfschoten zou tot 1865 burgemeester van Wamel blijven. Daarna volgde hij zijn vader op als notaris van zijn geboortedorp Gendringen.

## Onderscheiding
- Koning Willem III benoemde Kolfschoten in 1861 tot Ridder in de Orde van de Eikenkroon.